# Naama Goren-Inbar

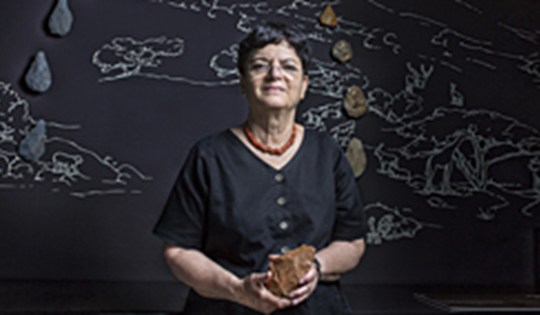
Naama Goren-Inbar

Naama Goren-Inbar (nacida el 20 de julio de 1948) es una arqueóloga y paleoantropóloga israelí y profesora emérita del Instituto de Arqueología de la Universidad Hebrea de Jerusalén. Goren-Inbar ha excavado numerosos yacimientos prehistóricos importantes en Israel, incluido el sitio achelense de Gesher Benot Ya'aqov . En 2014 recibió el Premio EMET en Humanidades y Judaísmo y, en 2016, fue elegida miembro de la Academia de Ciencias de Israel.

## Primeros años y educación

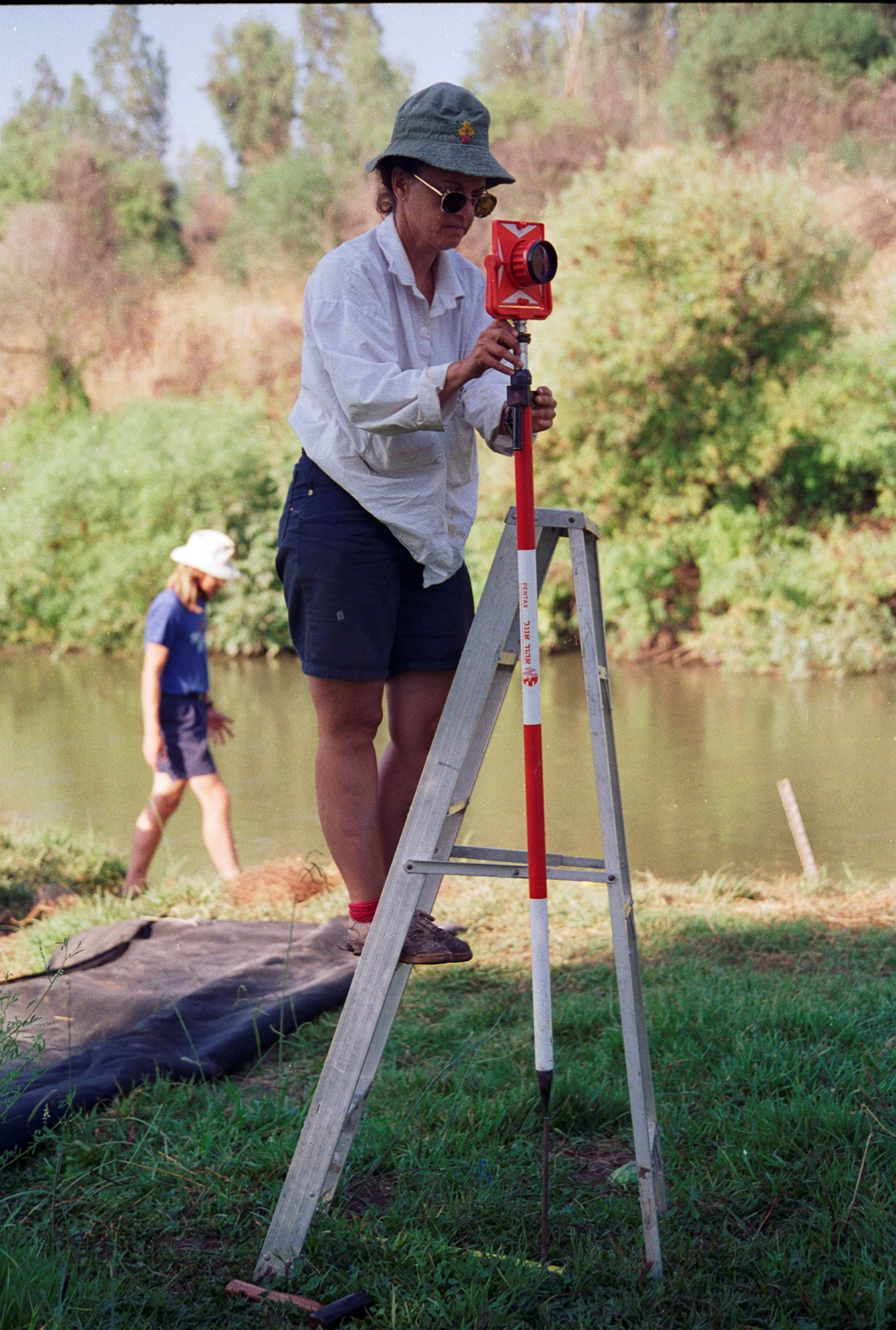
Goren-Inbar excavando el yacimiento paleolítico de GBY

Naama Goren-Inbar nació en Jerusalén en 1948, hija de Rachel y Yaakov Goren. Después de completar su servicio militar, comenzó a estudiar arqueología en el Instituto de Arqueología de la Universidad Hebrea de Jerusalén, donde también obtuvo su maestría y doctorado (1981). Su tesis doctoral (supervisada por el profesor Ofer Bar-Yosef ) se dedicó al estudio del conjunto lítico del sitio achelense de 'Ubeiydia. Tras esto, completó una estancia posdoctoral en la Universidad de California, Berkeley, con el profesor Glynn Isaac . En 1984, Goren-Inbar comenzó a enseñar en la Universidad Hebrea de Jerusalén. Fue nombrada profesora asociada en 1992 y profesora titular en 1997. De 2002 a 2005, desempeñó el cargo de directora del Instituto Universitario de Arqueología.

## Contribuciones científicas

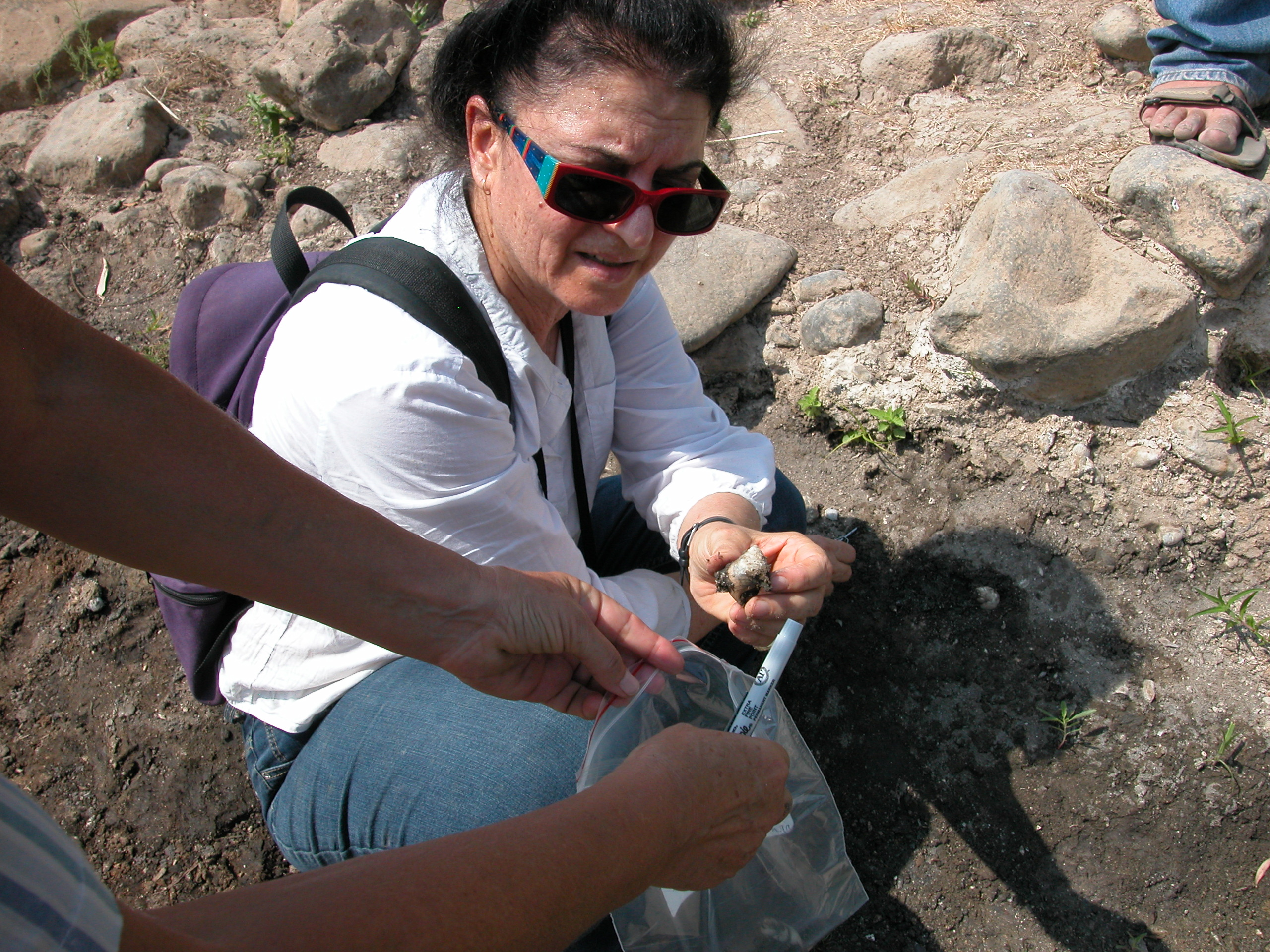
Goren-Inbar recolectando muestras en GBY

Al principio de su carrera, Goren-Inbar participó en las excavaciones del yacimiento del Paleolítico Inferior de ‘Ubeiydia en el Valle del Jordán (el yacimiento más antiguo de Israel), en sitios prehistóricos en el norte del desierto del Sinai, en la cueva de Hayonim en  Galilea, así como en estudios etnográficos en el sur de la Península del Sinai.
A fines de la década de 1970, Goren-Inbar excavó el sitio achelense de HaLashon cerca del kibutz Kfar Menahem. Durante 1981-1982, intervino en el yacimiento achelense de Berekhat Ram en el norte de los Altos del Golán. El nivel arqueológico, descubierto por D. Ben Ami, se encuentra entre dos coladas basálticas. La colada inferior está fechada por el método Argon/Argon en 800.000 años BP. La colada superior, que sella el nivel arqueológico desde arriba, está fechada en 233.000 años BP, lo que establece una edad mínima para las capas. Al excavar, Goren-Inbar descubrió la Venus de Berekhat Ram, una figurilla de una mujer esculpida en un guijarro de toba  y considerada la representación simbólica (artística) más antigua de la historia de la humanidad.
De 1982 a 1985, Goren-Inbar dirigió la excavación del yacimiento del Paleolítico Medio de Quneitra, ubicado en el norte de los Altos del Golán, cerca de la línea de alto el fuego entre Israel y Siria. La excavación de este sitio, fechado en la etapa final del Paleolítico Medio, c. 55.000 BP, expuso un rico conjunto lítico acompañado de una gran cantidad de huesos de animales, incluidos bóvidos gigantes. Un hallazgo notable es un fragmento de pedernal en el que se tallaron círculos concéntricos, uno de los primeros y más raros ejemplos de arte del Paleolítico Medio en el Próximo Oriente.
En 1989, Goren-Inbar inició su proyecto de excavación en el yacimiento achelense de Gesher Benot Ya'aqov (GBY), ubicado a orillas del río Jordán al sur del valle de Hula. El yacimiento, excavado durante siete campañas de 1989 a 1997, está fechado en 780.000 años BP gracias a una inversión paleomagnética en su último nivel. Los hallazgos principales en GBY incluyen un elefante de colmillos rectos descuartizado, lo que indica la capacidad de los primeros homínidos para procesar caza mayor. Además, un mínimo de siete cadáveres de gamos recuperados en un solo nivel del Área C del GBY, evidencian esta caza mayor a gran escala. Las marcas de corte hechas en los huesos por los cuchillos de sílex demuestran que utilizaron un método para descuartizarlos similar al de los humanos modernos. Un conjunto rico y único de herramientas bifaciales ( hachas de mano y cuchillos) sugiere un origen africano en la talla de herramientas de piedra. Estas fueron talladas en basalto, sílex y piedra caliza, evidencia de las altas capacidades cognitivas de los habitantes de GBY. Los hallazgos del sitio también incluyen la evidencia más temprana del uso sistemático y controlado del fuego fuera de África.
Los sedimentos del sitio se han encharcado desde su acumulación, creando condiciones anaeróbicas que permiten la conservación excepcional de restos botánicos, incluyendo polen, semillas, frutos y madera. El análisis de estos restos condujo a una reconstrucción única del entorno de casi un millón de años en las orillas del lago Paleo-Hula. Entre los restos botánicos se encuentran siete especies de nueces comestibles. La excavación en GBY expuso piedras picadas identificadas como yunques picados o piedras de nuez, antiguos cascanueces. Esta es la evidencia más temprana de un componente vegetariano en la dieta humana.
La excavación e investigación de Goren-Inbar se ha publicado en cientos de artículos y libros. Estableció la importancia de GBY como un hito en el estudio de la evolución humana durante el Achelense. Los trabajos de Goren-Inbar sobre la dieta del Paleolítico Inferior, la salida de África, la tecnología y la tradición lítica y la reconstrucción del paleoambiente la ha colocado como una autoridad científica en el comportamiento y la evolución humana. Su principal contribución es establecer la presencia de tecnología sofisticada, comportamiento moderno y habilidades cognitivas avanzadas dentro del marco del Paleolítico Inferior, empujando la cronología de tales fenómenos cientos de miles de años atrás en el tiempo.

## Selección de publicaciones

### Libros en el Gesher Benot Ya'aqov Serie
- Goren-Inbar, N., Werker, E. & Feibel, C.S. 2002. The Acheulian Site of Gesher Benot Ya'aqov, Israel Volume I: The Wood Assemblage. Oxford: Oxbow Books.
- Alperson-Afil, N. & Goren-Inbar, N. 2010. The Acheulian Site of Gesher Benot Ya'aqov Vol. II: Ancient Flames and Controlled Use of Fire. Vertebrate Paleobiology and Paleoanthropology. Dordrecht: Springer.
- Rabinovich, R., Gaudzinski-Windheuser, S., Kindler, L. & Goren-Inbar, N. 2012. The Acheulian Site of Gesher Benot Ya'aqov Volume III: Mammalian Taphonomy. The Assemblages of Layers V-5 and V-6. Vertebrate Paleobiology and Paleoanthropology. Dordrecht: Springer.
- Goren-Inbar, N., Alperson-Afil, N., Sharon, G. & Herzlinger, G. 2018. The Acheulian site of Gesher Benot Ya'aqov. Volume IV. The Lithic Assemblage. Vertebrate Paleobiology and Paleoanthropology Series. Cham, Switzerland: Springer.

### Informes de excavación
- Bar-Yosef, O. & Goren-Inbar, N. 1993. The lithic assemblages of 'Ubeidiya: A lower Paleolithic site in the Jordan Valley. Qedem - Monographs of the Institute of Archaeology N. 34. Jerusalem: Institute of Archaeology, Hebrew University of Jerusalem.
- Goren-Inbar, N. 1990. Quneitra: A Mousterian Site on the Golan Heights. Qedem - Monographs of the Institute of Archaeology N.31. Jerusalem: The Hebrew University of Jerusalem.

### Libros Editados
- Goren-Inbar, N. & Speth, J.D. (eds.) 2004. Human Paleoecology in the Levantine Corridor. Oxford: Oxbow Books.
- Goren-Inbar, N. & Sharon, G. (eds.) 2006. Axe Age: Acheulian Tool-making from Quarry to Discard. London: Equinox.
- Goren-Inbar, N. & Spiro, B. 2011. Special Issue: Early-Middle Pleistocene palaeoenvironments in the Levant. Journal of Human Evolution 60.

### Selección de artículos
- Alperson-Afil, N., Sharon, G., Kislev, M., Melamed, Y., Zohar, I., Ashkenazi, S., Rabinovich, R., Biton, R., Werker, E., Hartman, G., Feibel, C. & Goren-Inbar, N. 2009. Spatial organization of hominin activities at Gesher Benot Ya'aqov, Israel. Science 326: 1677-1680.
- Belitzky, S., Goren-Inbar, N. & Werkerz, E. 1991. Wooden plank with a Middle Pleistocene man-made polish. Journal of Human Evolution.
- Goren-Inbar, N. 2011. Culture and cognition in the Acheulian industry: A case study from Gesher Benot Yaʿaqov. Philosophical Transactions of the Royal Society B: Biological Sciences 366: 1038-1049.
- Goren-Inbar, N., Alperson, N., Kislev, M.E., Simchoni, O., Melamed, Y., Ben-Nun, A. & Werker, E. 2004. Evidence of Hominin Control of Fire at Gesher Benot Ya`aqov, Israel. Science 304: 725-727.
- Goren-Inbar, N., Feibel, C.S., Verosub, K.L., Melamed, Y., Kislev, M.E., Tchernov, E. & SaragustI, I. 2000. Pleistocene milestones on the Out-of-Africa corridor at Gesher Benot Ya'aqov, Israel. Science 289: 944-947.
- Goren-Inbar, N., Lister, A., Werker, E. & Chech, M. 1994. A butchered elephant skull and associated artifacts from the Acheulian site of Gesher Benot Ya'aqov, Israel. Paléorient 20: 99-112.
- Goren-Inbar, N. & Saragusti, I. 1996. An Acheulian biface assemblage from the site of Gesher Benot Ya'aqov, Israel: Indications of African Affinities. Journal of Field Archaeology 23: 15-30.
- Goren-Inbar, N., Sharon, G., Melamed, Y. & Kislev, M. 2002. Nuts, nut cracking, and pitted stones at Gesher Benot Ya'aqov, Israel. Proceedings of the National Academy of Sciences of the United States of America 99: 2455-60.